# Sexos homogamético y heterogamético

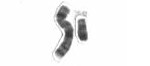
Cromosomas XY de un varón humano después de G-banding

En una especie, el término sexo homogamético se refiere al miembro de la pareja que tiene ambos alosomas (cromosomas sexuales) del mismo tipo. El sexo heterogamético es en cambio el miembro de la pareja que tiene los cromosomas sexuales de diferente tipo. 
Este por lo tanto producirá dos tipos de gametos diferentes según el cromosoma sexual que porten, los que determinarán el sexo del cigoto que formen al ocurrir la fecundación.
Son ejemplos los seres humanos, los demás mamíferos y ciertos insectos como la Drosophila: la hembra, al tener dos cromosomas sexuales de tipo X, es el sexo homogamético, mientras que el varón, con un cromosoma X y el otro Y, es el sexo heterogamético. Este tipo de determinación del sexo con machos heterogaméticos se llama Lygaeus, por haberse descrito en el hemíptero Lygaeus bicrucis. Existen especies en que el sexo heterogamético posee un solo cromosoma sexual (X0), y al producir dos tipos de gametos, uno tiene el cromosoma sexual (X) y dará lugar a un cigoto de sexo homogamético (XX), y el otro no tiene el cromosoma (0) sexual y dará lugar a un cigoto de sexo heterogamético (X0). Este tipo de determinación del sexo se denomina Protenor, por haberse descubierto en el insecto hemíptero Protenor belfragei, donde el macho es heterogamético.
Por el contrario, en las aves, el macho es el sexo homogamético al tener dos cromosomas sexuales del mismo tipo, llamado Z, y las hembras son heterogaméticas (ZW) al tener los cromosomas sexuales distintos, uno Z y el otro W. En las polillas, mariposas, y algunos peces y anfibios también el macho es el sexo homogamético. Este tipo de determinación del sexo se llama Abraxas por describirse en la mariposa del grosellero Abraxas grossulariata.